# Javed Fiyaz
Javed Fiyaz est un entrepreneur belge d'origine pakistanaise ayant fait fortune dans l'immobilier, le transport, le pétrole et le gaz, les matières premières et l'exploitation minière, ainsi que les biens de consommation. Sa fortune nette estimée est de 4,3 milliards de dollars[réf. nécessaire].

## Biographie
Installé au Royaume-Uni, Fiyaz est connu pour son train de vie et notamment des dépenses notables dans des boîtes de nuit de la Côte d'Azur et à Londres. Le 24 août 2009, Javed a dépensé 1,26 million de dollars aux Caves du Roy, une boîte de nuit de Saint-Tropez en achetant 300 bouteilles Cristal de Roederer, dont 24 jeroboam et 10 mathusalems. Fiyaz a surpassé son rival malaisien dans le record de la facture la plus élevée dans une boîte de nuit en une seule nuit. En mai 2013, Fiyaz dépensé 523 000 dollars au Gotha Club à Cannes.
Il a été photographié lors de soirées avec des célébrités telles que Leonardo DiCaprio, Diddy, Bono, Bruce Willis, Jamie Foxx, Usher, Busta Rhymes, Snoop Dogg, Akon et Paris Hilton.
Les biens personnels de Fiyaz comprennent une Rolls-Royce Phantom, une Lamborghini Murcielago, et un yacht de luxe de 61 mètres.
Lors d'une vente aux enchères caritative réalisée lors du Grand Prix de Monaco de Formule 1 en 2011, Fiyaz a surenchéri sur la princesse Charlene, la Princesse de Monaco, pour l'achat d'un collier de diamants à 110 000 dollars, et lui en a ensuite fait don comme un cadeau de mariage.
Les activités commerciales de Javed concernent l'exploration de la bauxite en Guinée (Afrique de l'Ouest), du pétrole et du forage de gaz à Calgary (Canada), le commerce international à Londres, et une société immobilière active à Knightsbridge au Royaume-Uni, en Inde, au Moyen-Orient et en Europe de l'Est. Il est aussi à l'origine de XB Sex on the Beach et de Beach liquor collection.

## Œuvres de bienfaisance

### Séisme de 2005 au Cachemire
La Javed Fiyaz Charitable Trust (JFCT) a été créé en 2007 pour venir en aide aux victimes du séisme de 2005 au Cachemire. La fondation a directement contribué à créer une école moderne pour les filles dans la région de Chakoti au Pakistan, bénéficiant de 24 salles de classe et un laboratoire de science. Javed a personnellement fait don d'une grosse somme d'argent pour l'achat de tôle ondulée en métal utilisée pour la reconstruction d'écoles, un hôpital, une université et 3 000 maisons au Pakistan.

#### No Child Born to Die
Entre avril 2010 et juillet 2013, le JFCT a contribué à hauteur de 306 212 livres pour la campagne de l'association Save the Children's No Child Born to Dier visant à réduire les taux de mortalité infantile de 30 % par :
- L'augmentation de l'utilisation des services de santé de 30% pour les mères, les nouveau-nés et les enfants.
- L'amélioration de la connaissance et des pratiques des mères et des principales dispensatrices de soins sur les principales pratiques sur la santé des mères, des nouveau-nés et des enfants et sur les signes de dangers vitaux liées à des maladies infantiles.
- Lobbying pour l'installation d'équipes médicales et les équipements essentiels de santé dans toutes les installations de santé publique à Umerkot[8].

#### Born to Learn
Entre 2013 et 2015, Javed Fiyaz a financé à hauteur de 489 740 livres le projet de Save the Children Born to Learn se composant de trois programmes : Eat, Sleep, Learn, Play!, ESLP!, Families and Schools Together (FAST) et Born to Read. Ces programmes mettent l'accent sur l'amélioration de l'éducation et de la vie chez eux des enfants issus de milieux défavorisés vivant dans le quartier de Southwark, à Londres.